# Teja
 Ovo je glavno značenje pojma Teja. Za ostrogotskog vladara 552. - 553. pogledajte Teja (vladar).
Teja (grč. Θεία, Theía; Θέα, Théa; Αἴθρα, Aíthra) u grčkoj mitologiji je Titanida. 

## Etimologija
Ime joj znači "božica". Znana je i kao Eurifesa ("sjajna"). 

## Mitologija
Bila je božica vida i nebesa, a također i sjaja i dragulja. Njezin muž i brat je Hiperion s kojim je imala troje djece - Helija (Sunce), Eju (Zora) i Selenu (Mjesec).

Teja popusti Hiperionovoj ljubavi i rodi

velikog Heliosa (Helija), i svijetlu Selenu i Eju,

koji nose svjetlo svim pozemljarima

i besmrtnim bogovima, vladarima širokog neba.

## Vanjske poveznice
- Teja u klasičnoj literaturi (engl.)